# Tricentrus takaoensis
Tricentrus takaoensis är en insektsart som beskrevs av Kato 1930. Tricentrus takaoensis ingår i släktet Tricentrus och familjen hornstritar. Inga underarter finns listade i Catalogue of Life.